# 33e congrès fédéral du Parti socialiste ouvrier espagnol
Le XXXIIIe congrès fédéral du Parti socialiste ouvrier espagnol (en espagnol : XXXIII Congreso Federal del Partido Socialista Obrero Español) est un congrès du Parti socialiste ouvrier espagnol (PSOE), organisé du 18 au 20 mars 1994 afin d'élire la commission exécutive et d'adopter la motion d'orientation politique et les nouveaux statuts.
Felipe González, secrétaire général du PSOE depuis 1974, est réélu pour un huitième mandat.

## Candidat au secrétariat général
| Candidat | Candidat | Candidat                 | Fonction politique récente                                                       |
| -------- | -------- | ------------------------ | -------------------------------------------------------------------------------- |
|          |          | Felipe González (52 ans) | Président du gouvernement (depuis 1982) Secrétaire général du PSOE (depuis 1974) |

## Déroulement
Le congrès est convoqué les 18, 19 et 20 mars 1994.
La rédaction de la motion d'orientation politique est coordonnée par une commission de cinq membres de la commission exécutive sortante, Txiki Benegas, Francisco Fernández Marugán, Ludolfo Paramio (es), Raimon Obiols et José María Maravall.

## Résultats
Le 20 mars, Felipe González est réélu secrétaire général du PSOE : sa liste pour la commission exécutive fédérale reçoit le soutien de 89,37 % des votants, tandis que celle pour le comité fédéral obtient 90,92 %.

### Élection de la commission exécutive
| Candidat   | Candidat        | Voix | %     |
| ---------- | --------------- | ---- | ----- |
|            | Felipe González | 748  | 89,37 |
|            | Votes blancs    | 74   | 8,84  |
| Votes nuls | Votes nuls      | 15   | 1,79  |
| Total      | Total           | 837  | 100   |

### Élection du comité fédéral
| Candidat   | Candidat        | Voix | %     |
| ---------- | --------------- | ---- | ----- |
|            | Felipe González | 761  | 90,92 |
|            | Votes blancs    | 61   | 7,29  |
| Votes nuls | Votes nuls      | 15   | 1,79  |
| Total      | Total           | 837  | 100   |

### Composition de la commission exécutive
La commission exécutive est renouvelée de moitié, les partisans de Felipe González étant désormais majoritaires tant au sein de la commission permanente — qui rassemble les principaux responsables de la direction — que de la réunion plénière. Alfonso Guerra parvient cependant à conserver pour ses soutiens d'importantes responsabilités et replace ceux relevés de leurs fonctions parmi les membres sans attribution ou au sein du comité fédéral. Le poste stratégique de secrétaire à l'Organisation revient à Ciprià Ciscar après que Carmen Hermosín, proposée par González, a été refusée par Guerra.
| Commission exécutive fédérale                            | Commission exécutive fédérale |
| -------------------------------------------------------- | ----------------------------- |
| Président                                                | Ramón Rubial                  |
| Secrétaire général                                       | Felipe González               |
| Vice-secrétaire général                                  | Alfonso Guerra                |
| Secrétaire à l'Organisation                              | Ciprià Ciscar                 |
| Secrétaire aux Relations politiques et institutionnelles | Txiki Benegas                 |
| Secrétaire à l'Administration et aux Finances            | Francisco Fernández Marugán   |
| Secrétaire aux Relations internationales                 | Raimon Obiols                 |
| Secrétaire à la Formation                                | Ludolfo Paramio (es)          |
| Secrétaire aux Relations avec la société                 | Alejandro Cercas              |
| Secrétaire aux Études et aux Programmes                  | Joaquín Almunia               |
| Secrétaire à la Participation des femmes                 | Carmen Hermosín               |
| Secrétaire exécutif                                      | José Antonio Amate            |
| Secrétaire exécutif                                      | Javier Barrero                |
| Secrétaire exécutif                                      | José Bono                     |
| Secrétaire exécutif                                      | Abel Caballero                |
| Secrétaire exécutif                                      | María José Calderón Caballero |
| Secrétaire exécutif                                      | Manuel Chaves                 |
| Secrétaire exécutif                                      | Clementina Díez de Baldeón    |
| Secrétaire exécutif                                      | Juan Manuel Eguiagaray        |
| Secrétaire exécutif                                      | Matilde Fernández             |
| Secrétaire exécutif                                      | Josefa Frau (es)              |
| Secrétaire exécutif                                      | Ludivina García               |
| Secrétaire exécutif                                      | Carmen García Bloise          |
| Secrétaire exécutif                                      | Blanca García Manzanares (es) |
| Secrétaire exécutif                                      | Ramón Jáuregui                |
| Secrétaire exécutif                                      | Joan Lerma                    |
| Secrétaire exécutif                                      | Manuela de Madre              |
| Secrétaire exécutif                                      | Luis Martínez Noval           |
| Secrétaire exécutif                                      | Josefa Pardo (es)             |
| Secrétaire exécutif                                      | Jesús Quijano                 |
| Secrétaire exécutif                                      | Juan Carlos Rodríguez Ibarra  |
| Secrétaire exécutif                                      | Ana María Ruiz-Tagle (es)     |
| Secrétaire exécutif                                      | Jerónimo Saavedra             |
| Secrétaire exécutif                                      | Paquita Sauquillo             |
| Secrétaire exécutif                                      | Narcís Serra                  |
| Secrétaire exécutif                                      | Javier Solana                 |